# Luitpoldstraße (Weißenburg)
Die Luitpoldstraße ist eine Innerortsstraße in Weißenburg in Bayern, einer Großen Kreisstadt im mittelfränkischen Landkreis Weißenburg-Gunzenhausen. Sie bildet den größten Platz der unter Ensembleschutz stehenden Altstadt Weißenburgs. Der frühere Name Holzmarkt rührt daher, dass hier früher das Brenn- und Bauholz für das Handwerk gelagert wurde. Heute ist sie nach dem königlich-bayerischen Prinzregenten Luitpold von Bayern benannt.

## Geschichte und Lage
Weißenburg, 867 erstmals urkundlich erwähnt, entstand um einen karolingischen Königshof und erhielt im frühen 14. Jahrhundert den Status einer Freien Reichsstadt, den es bis 1802 behaupten konnte. In der Blütezeit der Altstadt wurde der Holzmarkt im rechten Winkel zum Marktplatz über die frühe Grenze Bräugasse-Heigertgasse hinausgehend planmäßig angelegt. Die Straße bildet ein langgezogenes Rechteck und ist bemerkenswert in seiner für fränkische Stadtanlagen ungewöhnlichen Weitläufigkeit. Die Verlängerung dieses Rechteckes leitet zum ehemaligen Obertor und in die Straße nach Eichstätt. Östlich begrenzt wird die Luitpoldstraße vom Alten Rathaus, dessen Schauseite sich dem Platz zuwendet; östlich von ihr beginnen die Rosenstraße und der Platz Am Hof. Der unweit befindliche Andreasturm ist auf die Luitpoldstraße ausgerichtet. In die Längsseite der nördlichen Platzwand eingestellt wurde die Karmeliterkirche. 1903 wurde auf der südwestlichen Platzseite das Kaiser-Ludwig-Brunnen errichtet; hierfür wurde Holzmarktbrunnen aufgegeben.

## Bauwerke

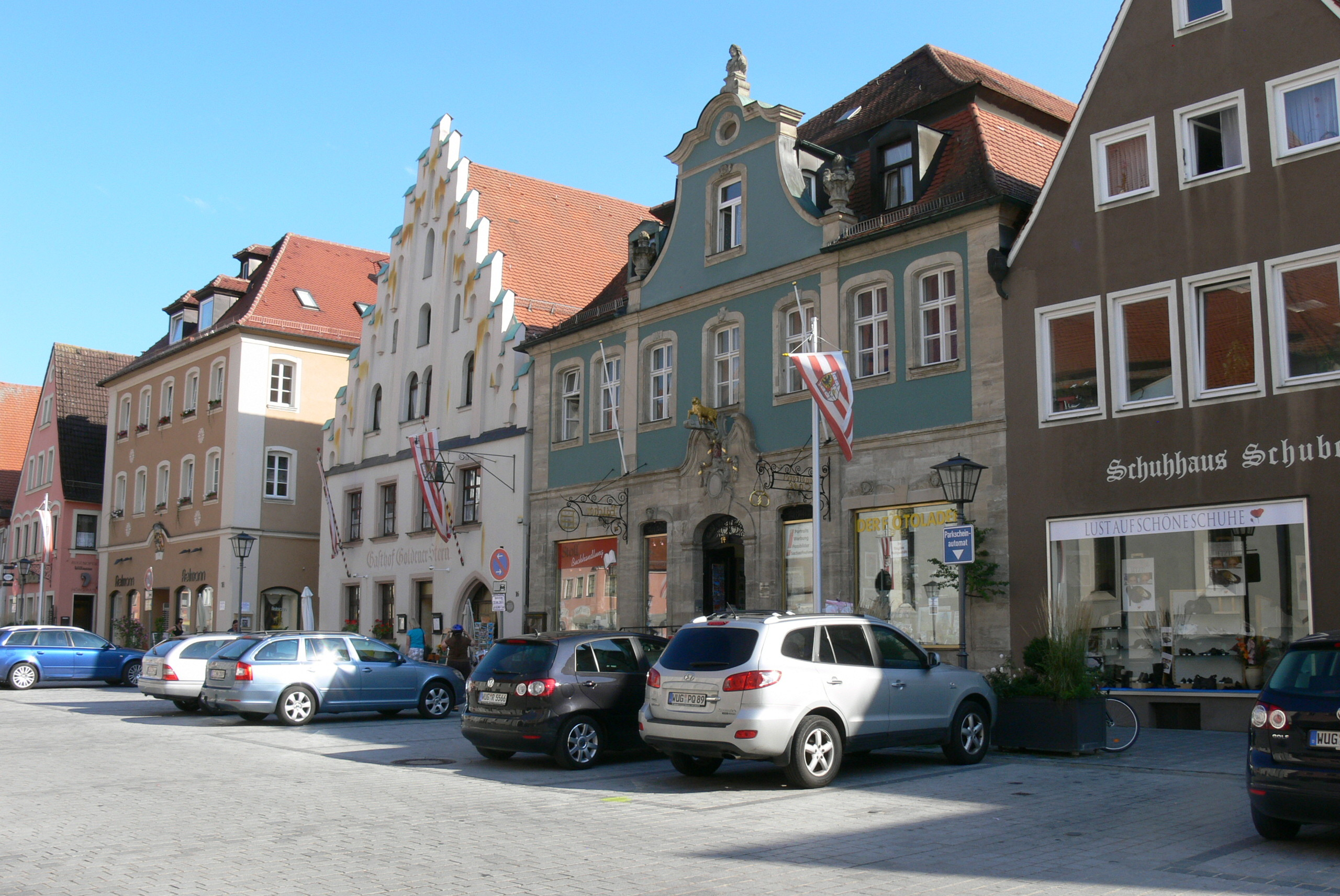
Häuserreihe

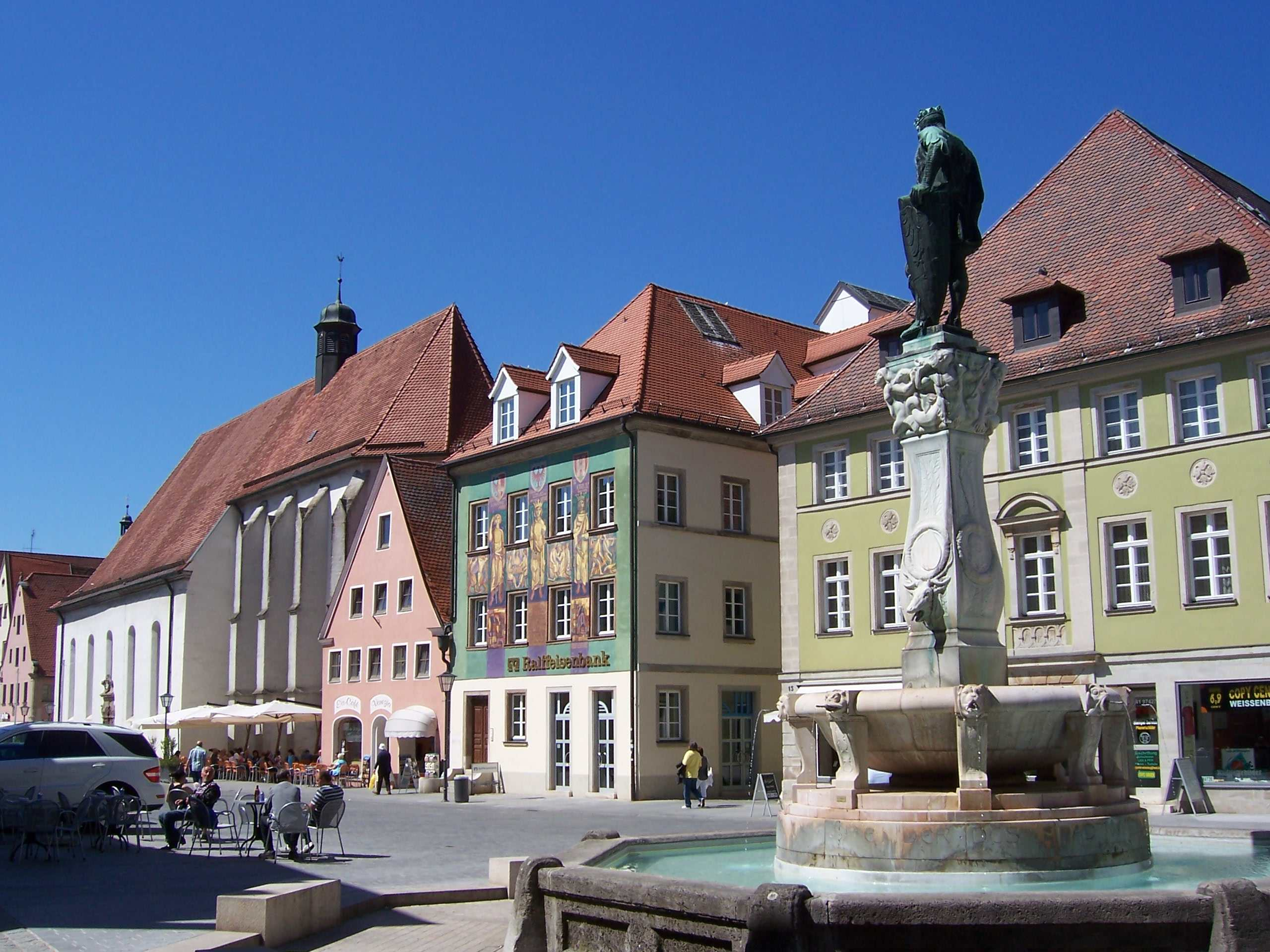
Der Kaiser-Ludwigs-Brunnen

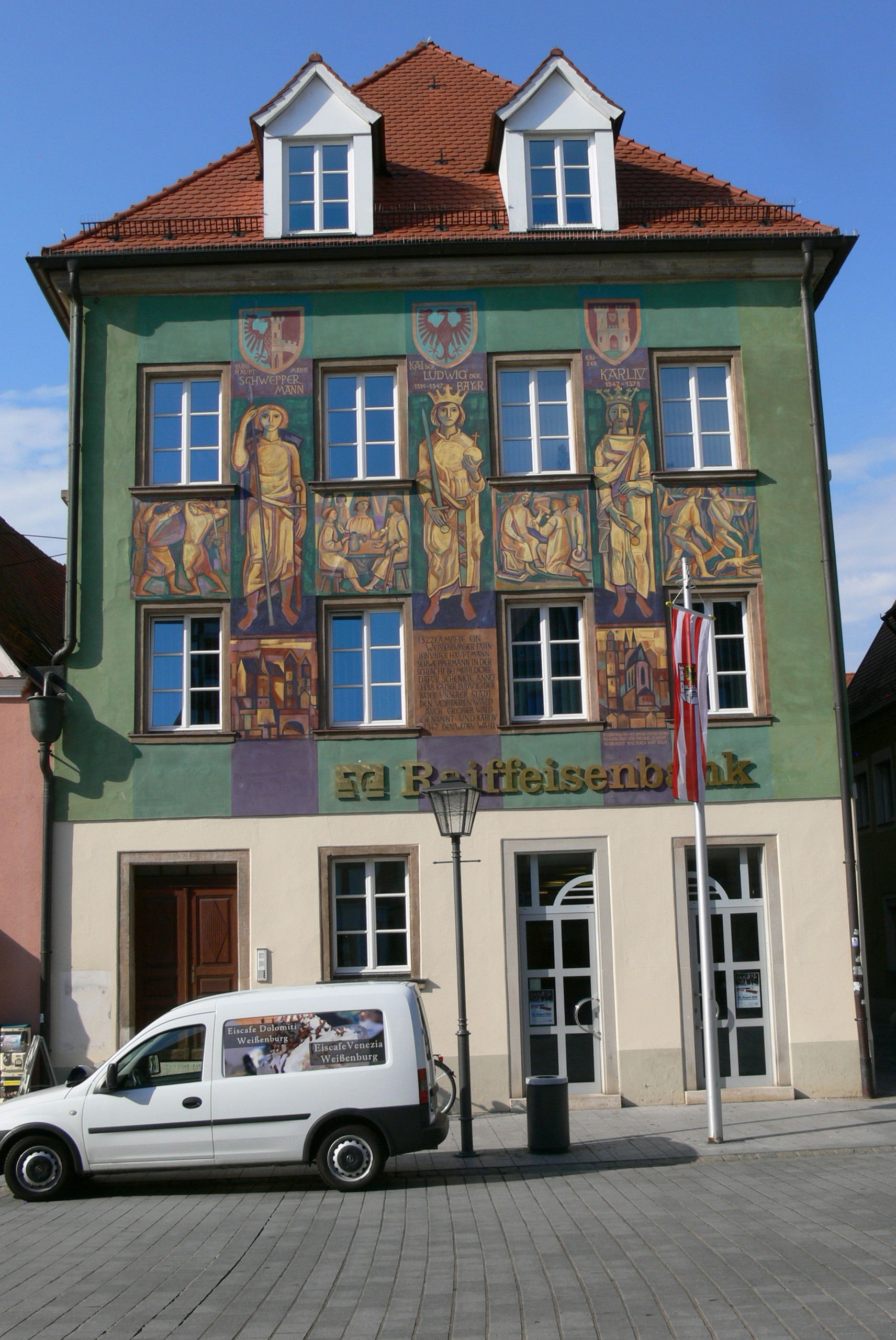
Fassade von Haus Nr. 13

Bürger- und Fachwerkhäuser im gotischen und barocken Stil säumen die Straße. Zu den denkmalgeschützten Bauwerken an der Straße gehören:
- Kaiser-Ludwig-Brunnen, 1903, Jugendstil, von Emil Dittler
- Altes Rathaus
- Luitpoldstraße 1, Bürgerhaus, 17. Jahrhundert, Fassade 1859
- Luitpoldstraße 2, „Lebküchnerhaus“, Bürgerhaus, Fachwerk, 1558
- Luitpoldstraße 3, „Löwenbrauerei Goldener Löwe“, 1778
- Luitpoldstraße 4, Wohn- und Geschäftshaus, 16. Jahrhundert, Fassade 1845
- Luitpoldstraße 5, Bürgerhaus, im Kern vor 1550, Umbau um 1750
- Luitpoldstraße 7, Bürgerhaus, um 1780, im Kern vor 1500
- Luitpoldstraße 8, Bürgerhaus, 17. Jahrhundert
- Luitpoldstraße 9, Kirche des Karmeliterklosters Weißenburg, Saalkirche, nach 1325, spätere Veränderungen
- Luitpoldstraße 9, Ostflügel des Klosters, 14. Jahrhundert
- Luitpoldstraße 10, Bürgerhaus, 1819
- Luitpoldstraße 11, Bürgerhaus, Fachwerk, Beispiel für Fachwerk in Franken vor 1600[4]
- Luitpoldstraße 13, ehemaliges Gasthaus, 19. Jahrhundert, Fassade 1954; heutiger Sitz der Raiffeisenbank Weißenburg-Gunzenhausen
- Luitpoldstraße 14, ehemaliges Gasthaus, um 1782/85
- Luitpoldstraße 15, Bürgerhaus, Kerin 15./16. Jahrhundert
- Luitpoldstraße 15, Rückflügel, 17. Jahrhundert, später klassizistisch umgestaltet
- Luitpoldstraße 16, „Gasthaus Goldener Stern“, 1314/1315, später umgestaltet; ältestes Bürgerhaus der Stadt Weißenburg
- Luitpoldstraße 17, Brauereigasthof, 17./18. Jahrhundert, um 1940 verändert
- Luitpoldstraße 18, ehemaliges Gasthaus, 1784
- Luitpoldstraße 19, Bürgerhaus, 1515/1516
- Luitpoldstraße 20, Bürgerhaus, spätgotischer Kern, Umbau 1872
- Luitpoldstraße 21, Bürgerhaus, 19. Jahrhundert
- Luitpoldstraße 22, Bürgerhaus, 15. Jahrhundert
- Luitpoldstraße 22, Nebengebäude, 17/18. Jahrhundert
- Luitpoldstraße 24, Bürgerhaus, 1809
- Luitpoldstraße 26, Bürgerhaus, um 1800
- Luitpoldstraße 28, Ehemaliges Gasthaus, 18. Jahrhundert
- Luitpoldstraße 28, Nebengebäude, Fachwerk, 1613
- Luitpoldstraße 30, Bürgerhaus, Kern um 1500, Umbau 18. Jahrhundert
- Luitpoldstraße 32, Bürgerhaus, 1475, späterer Umbau